# Église Saint-Pierre de Longraye
Pour les articles homonymes, voir Église Saint-Pierre.
L'église Saint-Pierre de Longraye est une église catholique située à Aurseulles, en France.

## Localisation
L'église est située dans le département français du Calvados, dans le bourg de Longraye, commune déléguée de la commune nouvelle d'Aurseulles.

## Architecture
Le clocher est classé au titre des monuments historiques depuis le 21 février 1914.